# Pelatusa
Pelatusa (gr. Πελαθούσα) – wieś w Republice Cypryjskiej, w dystrykcie Pafos. W 2011 roku liczyła 57 mieszkańców.
W pobliżu Pelatusy znajdują się wykopaliska archeologiczne.